# بیکندورف
بیکندورف (به آلمانی: Bickendorf) یک شهر در آلمان است که در بیتبورگ-پروم واقع شده‌است. بیکندورف ۴۸۸ نفر جمعیت دارد.